# Tjäurisjaure
Tjäurisjaure är en sjö i Gällivare kommun i Lappland och ingår i Råneälvens huvudavrinningsområde. Sjöns area är 0,048 kvadratkilometer och den befinner sig 440 meter över havet.